# Повратак у рај
Повратак у рај (енгл. Return to Paradise) је аустралијско-британска драмско-комична криминалистичка телевизијска серија чија је прва сезона емитована од 8. септембра до 13. октобра 2024. у Аустралији и од 22. новембра до 27. децембра 2024. у Великој Британији. То је друга огранак серија дуготрајне крими серије Смрт у рају, а предводи је Ана Семсон као инспекторка Мекензи Кларк. Дана 21. новембра 2024. године објављено је да је друга сезона серије у развоју. Дана 17. априла 2025. године, почела је продукција друге сезоне.

## Опис
Детектив инспекторка Мекензи Кларк, рођена у Аустралији, ради за лондонску Градску полицију на почетку серије. Враћа се у свој родни град Делфин Коув како би помогла у сређивању куће своје мајке, али се на крају привремено поново придружује месној полицијској екипи како би им помогла у решавању убиства. Када је њен повратак у Лондон одложен због оптужби за кривотворења доказа, она је приморана да остане на неодређено време. Њен нови положај усложава чињеница да је један од њених колега њен бивши вереник кога је оставила пред олтаром годинама раније, а шефица будућа свекрва.

## Улоге
- Ана Семсон као ДН (бивша ДИ из Новог Скотланд јарда) Мекензи Кларк
- Лојд Грифит као виши детектив Колин Картрајт
- Тај Хара као форензички патолог Глен Стронг
- Кетрин Меклементс као виша наредница Филомена Стронг[5]
- Силија Ајрленд као Реџи Роко
- Арон Л. Мекграт као позорник Феликс Вилкинсон
- Андреа Деметриадес као Дејзи Диксон

## Заплет
Мекензи Кларк, инспекторка Лондонске градске полиције, враћа се у Делфин Коув након неколико година одсуства у Лондону док чека да чује шта се дешава са њеном каријером у Енглеској пошто је оптужена за кривотворење доказа. Без јасне идеје шта ће даље да ради, наредница задужена за полицијску станицу Филомена јој пружа прилику. Мекензи је ангажована да истражи неколико убистава која се дешавају и она користи своје детективске вештине да убице приведе правди.
Мекензи се поново састаје са неколико људи из своје прошлости, међу којима је и бивши дечко Глен за кога је требало да се уда. Њих двоје раде заједно јер она такође ради са његовом мајком Филоменом.

## Извори
1. ↑  „Australian Death in Paradise spin-off Return to Paradise to premiere on ABC and i-view in 2024”. www.bbc.co.uk (на језику: енглески). 9. 11. 2023. Архивирано из оригинала 6. 6. 2024. г. Приступљено 12. 4. 2024.
2. ↑  Knox, David (2024-11-21). „Upfronts 2025: ABC: New drama, comedy, factual and The Piano. | TV Tonight”. tvtonight.com.au (на језику: енглески). Приступљено 2024-11-21.
3. ↑  Knox, David (2025-04-17). „Filming begins on Return to Paradise S2 | TV Tonight”. tvtonight.com.au (на језику: енглески). Приступљено 2025-04-18.
4. ↑  Team, The IF (2024-08-12). „'Return to Paradise' (Trailer)”. IF Magazine (на језику: енглески). Приступљено 2024-08-12.
5. ↑  Knox, David (2024-09-04). „Enter Tai Hara, resident hunk, in Return to Paradise... | TV Tonight”. tvtonight.com.au (на језику: енглески). Приступљено 2024-09-06.
6. ↑  Know, David (2024-09-08). „Return to Paradise | TV Tonight”. tvtonight.com.au (на језику: енглески). Приступљено 2024-11-28.